# Te Whiti
Te Whiti o Rongomai III o Te Whiti (c. 1830-18 de novembre de 1907) fou un líder i guia espiritual maori, i fundador de la vila de Parihaka, a Taranaki, Nova Zelanda.

## Biografia
Te Whiti va néixer el 1830 a la regió de Ngamotu Taranaki a Nova Zelanda. Era el fill de Hone Kakahi de la tribu dels Te Ati Awa i dels Rangi Kauwau. Va ser educat a l'escola missionaria de Warea, on més tard instal·laria un molí de blat. Des de molt jove, va ser molt ben considerat pels seus majors maori que li ensenyen les tradicions de la seva cultura.
El 1860 Te Whiti va salvar la vida de la tripulació i dels passatgers del Lord Worsely, el vaixell va naufragar sobre les costes de Taranaki a 80 km de New Plymouth. Quan maori els volien atacar en la platja ell els va rescatat. Va matar després un bou i el va donar a menjar als supervivents. Després va enviar un missatge a New Plymouth i va preparar un viatge en carruatge per escortar als supervivents fins Plymouth. És la primera vegada que els oficials de govern prenen coneixement de l'existència de Te Whiti. Es creu que tenia uns 30 anys llavors. En 1867, aquest gran cap dels maori estableix un poble en Parihaka. Vol que el seu poble reconquereixi el seu territori, el seu orgull i el seu respecte personal després de totes les confiscacions sobrevingudes en altres parts de l'Illa del Nord. El seu objectiu sembla haver estat establir per al poble maori una nova forma de resistència als intents dels europeus d'apoderar el que quedava de Taranaki.
Amb el seu parent proper, Tohu Kakahi, Te Wiki va conduir la gent de Parihaka a una resistència no-violenta per la confiscació de les terres dels maori per l'executiu de Nova Zelanda. Te Whiti també es va convertir en deixeble del missioner luterà Johannes Riemenschneider. Te Wiki sense admetre els actes de violència, no va abandonar la terra sense lluitar. I així va néixer la resistència passiva.
"Tot i que alguns, en la foscor del cor, veient la seva terra arrasada, podrien desitjar agafar armes i matar als agressors, aquest no és el camí. Que els Pakeha no pensin tenir èxit per la raó dels seus canons... Jo no vull la guerra, però ells la fan... El govern no ve aquí per raonar... Ells treballen en secret, però jo parlo en públic perquè tothom pugui escoltar", va dir Te Whiti a la seva gent el març de 1880.
Parihaka va esdevenir un lloc fort d'oposició dels maori a la pèrdua dels territoris tribals, que es produeixen durant les guerres maoris. L'executiu va adoptar la llei contra la rebel·lió de 1863 per castigar els rebels maori que havien lluitat contra el govern principalment a Taranaki i a Waikato. En aquesta llei es defineixi la lluita dels maori contra l'executiu com una rebel·lió, i els acusats podien estar detinguts indefinidament en l'espera d'un procés. Mentre Te Whiti i Tohu Kakahi estaven empresonats, agricultors maori van arribar de totes les regions de país per donar-los-hi suport i ocupar novament les terres que havien estat confiscades i impedint fins i tot la construcció de carreteres. Centenars d'aquests van ser arrestats i les seves propietats confiscades. Els relats del combat pacifista maori als diaris anglesos van influenciar el pensament de Mohandas Karamchand Gandhi a l'Índia.